# Al-Uqlidisi
Abū l Ḥasan Aḥmad ibn Ibrāhīm al-Uqlīdisī (in arabo ابو الحسن احمد ابن ابرهيم الاقليدسي‎?; fl. X secolo) è stato un matematico arabo musulmano di Siria, vissuto a Damasco e a Baghdad.
Come indicato anche dal suo cognome, fu un copista dei lavori di Euclide. È suo il più antico libro conosciuto sul calcolo nel sistema numerale posizionale, il Kitāb al-fuṣūl fī l-ḥisāb al-hindī (L'Aritmetica di al-Uqlīdisī, letteralmente "Il Libro delle parti nel calcolo indiano", dove con "parti" si intendono le frazioni), scritto intorno al 952, dove si nota una particolare attenzione alle frazioni decimali, delle quali si spiega l'uso nei calcoli, senza dover approssimare.
Possiamo ritenere dunque al-Uqlīdisī il primo teorizzatore dei cosiddetti numeri decimali, risalendo il suo lavoro a cinque secoli prima che il persiano Jamshīd al-Kāshī li riscoprisse nel XV secolo.